# 秋葉賢也
秋葉賢也（1962年7月3日—）是日本自由民主党籍政治人物，众议院议员。秋葉賢也生于宮城縣，本科就读于中央大学，后在东北大学取得硕士学位。1995年，他当选宮城縣議會议员，並且连任三届議員。2005年首次当选众议院议员。
秋葉賢也曾任第14代復興大臣、福島原發事故再生總括担当大臣、厚生劳动副大臣兼復興副大臣、總務大臣政務官、内閣總理大臣補佐官、衆議院環境委員会主席、众议院災害対策特別委員会主席、众议院東日本大震災復興特別委員会主席、自由民主黨幹事長。